# Dogfeiling
Le Dogfeiling est un sous royaume mineur du nord du Pays de Galles fondé au Ve siècle.

## Histoire
Le royaume de Dogfeiling est fondé par le roi éponyme Dogfael réputé être le 6e fils de Cunedda. Il est constitué par un territoire situé à la frontière est du royaume de Gwynedd. Il maintient son autonomie à partir de l'an 445, jusqu'à ce qu'il soit intégré dans le royaume de Powys par Selyf Sarffgadau puis dans le Gwynedd vers 700.
Selon Timothy Venning, un supposé fils cadet de Dogfael, un certain « Glast » serait le fondateur éponyme d'un lignée régnante sur le « Pays de Glasting ». William de Malmesbury vers 1125 note que la cité a été fondée par « Glast  » de la descendance de Cunedda, mais que cette assertion est très ancienne et liée à une tradition multiséculaire 